# Gustav Kunze
Pour les articles homonymes, voir Kunze.
Gustav Kunze est un botaniste, entomologiste et médecin saxon, né le 4 octobre 1793 à Leipzig et décédé le 30 avril 1851 dans cette même ville.
Après avoir obtenu son doctorat de médecine en 1819, il enseigna à l'université de Leipzig jusqu'à sa mort. Il a été directeur du jardin botanique de 1837 à 1851.
Après 1840, il a surtout travaillé sur les fougères et leur classification.

## Extrait de ses publications
- Gustav Kunze - Beiträge zur Monographie der Rohrkäfer. - Halle : Neue Schrift. Naturf. Ges., 1818.
- Gustav Kunze - Zeugophora (Jochträger) eine neue Käfergattung.- Halle : Neue Schrift. Naturf. Ges. Halle ; 1818.
- Gustav Kunze et Philipp Wilbrand Jacob Müller - Monographie der Ameisenkäfer - Scydmaenus Latr., 1822
- Friedemann Goebel et Gustav Kunze - Pharmaceutische Waarenkunde mit illuminierten Kupfern nach der Natur gezeichnet von Ernst Schenk. - Eisenach, J.F. Bärecke, 1827–1834. 14 parts in 2 volumes. 4to.
- Gustav Kunze - Plantarum acotyledonearum Africae australioris recensio nova - Acotyledonearum africae australis extra tropicum sitae : Imprimis Promontorii Bonae Spei, recensio nova, e Drègei, Eckloni et Zeyheri aliorumque peregrinatorum collectionibus aucta et emendata. G. Halens, 1836
- Gustav Kunze - Die Farnkräuter in kolorirten Abbildungen naturgetreu erläutert und beschrieben. Schtuhr's Farnkräuter Bd. 1 (Lieferung 1–10) 1840–1847
- Gustav Kunze - Die Farnkräuter in kolorirten Abbildungen naturgetreu erläutert und beschrieben. Schtuhr's Farnkräuter Bd. 2 (Lieferung 11–14) 1848–1851

## Collections
Ses collections entomologiques et botaniques sont conservées au Musée d'histoire naturelle de Leipzig.

## Espèces qui lui ont été dédiées
Le nom du genre Kunzea, de la famille des Myrtacées, lui a été dédié ainsi que de nombreuses espèces.